# Błądkowo
Błądkowo [bwɔntˈkɔvɔ] (tiếng Đức: Plantikow) là một ngôi làng thuộc khu hành chính của Gmina Dobra, thuộc quận Łobez, West Pomeranian Voivodeship, ở phía tây bắc Ba Lan. Nó nằm khoảng 6 kilômét (4 mi) phía tây Dobra, 26 km (16 mi) phía tây obez và 48 km (30 mi) về phía đông bắc của thủ đô khu vực Szczecin.